# 羅美薇
羅美薇（英語：May Lo Mei Mei，1966年9月1日—），香港女演員，亦是香港藝人張學友的妻子。

## 經歷
羅美薇在1980年代由袁和平所發掘，於電影《情逢敌手》擔綱演出而加入娛樂圈 之后与 羅明珠、袁潔瑩、李麗珍、陳嘉玲、柏安妮組成《開心少女組》（其中傅明憲在開拍前脫隊），其後與張曼玉、劉嘉玲和鍾楚紅並稱香港最有前途的女性演員。1985年在拍攝電影《痴心的我》而結識張學友，隨後二人即開始戀愛。當時亦有傳媒表示張學友和羅美薇轉入“地下情”，因為他們曾在1988年宣佈分手，但在1991年又宣佈復合，傳聞是因爲當時張學友演藝事業處于低谷，而在1991年張學友事業穩定後兩人迅速的再一次公開戀情。二人感情轉趨穩定後，羅美薇選擇轉向幕後，輔佐張學友，逐漸淡出娛樂圈。

## 家庭
因為雙親離婚，羅美薇從小是和婆婆一起過活長大的，進入娛樂圈後與梅艷芳共同上契何冠昌夫婦，結成契姐妹，此後兩人關係如同親生姐妹般，這段親情一直到梅艷芳逝世。她於1986年演出電影《痴心的我》，與片中的男主角張學友相識並墜入愛河。1996年2月15日，兩人在英國倫敦註冊結婚，隨後在香港登報告知親友歌迷。現育有兩個女兒，長女於2000年出生；次女於2005年出生。在1999年，世界小行星協會給予張學友為一顆小行星命名的機會，張學友將此顆行星命名爲羅美薇的英文名“MAY”。

## 近况
羅美薇自1992年后淡出演藝行業，專心輔佐張學友的事業，亦有充當張學友舞臺表演的服裝設計等幕後指導工作，她於1996年嫁給張學友后極少公開露面，近幾年只在張國榮、梅艷芳、鄧光榮等人的葬禮上曾經公開露面。

## 爭議
張學友及羅美薇三年內解僱21名菲傭，結果兩人被菲律賓政府禁止聘請菲傭一年。

## 演出作品

### 電影
以香港當地原始片名為主：
| 電影名稱             | 發行年份 | 合作演員                               | 飾演角色   |
| -------------------- | -------- | -------------------------------------- | ---------- |
| 開心樂園             | 1985     | 黃百鳴、鄭浩南、袁潔瑩、柏安妮、杜麗莎 | May        |
| 開心鬼放暑假         | 1985     | 黃百鳴、珍嘉麗、袁潔瑩、陳加玲、孫慧   | 簡靜美     |
| 情逢敵手             | 1985     | 甄子丹、黃韻詩、袁和平、上山安娜、狄威 | Stella     |
| 雙龍吐珠             | 1986     | 吳耀漢、岑建勳、葉德嫻、午馬           |            |
| 痴心的我〔我已成年〕 | 1986     | 張學友、李麗珍、王敏德                 | 阿美       |
| 八喜臨門             | 1986     | 吳耀漢、馮寶寶、呂方、關佩琳、陳百強   |            |
| 最愛                 | 1986     | 張艾嘉、繆騫人、林子祥、李麗珍         |            |
| 你OK我OK             | 1987     | 張國強、湯鎮業、吳家麗                 | 周潤蘭     |
| 畫中仙               | 1988     |                                        | 小玉       |
| 三人世界             | 1988     |                                        |            |
| 人海孤鴻             | 1989     | 莫少聰、劉德華                         | 阿美       |
| 少女心               | 1989     | 張曼玉、溫碧霞、甄楚倩、黎明           |            |
| 說謊的女人           | 1989     | 劉嘉玲、金燕玲、周美凤、夏文汐         |            |
| 神勇飛虎霸王花       | 1989     | 胡慧中、吳君如、惠英紅                 |            |
| 午夜天使             | 1990     | 大島由加利、梁韻蕊、鄭浩南、苗僑偉     | 小白兔     |
| 再戰江湖             | 1990     | 鄧光榮、劉德華                         |            |
| 西環的故事           | 1990     | 郭富城、鄭浩南、李子雄、張敏           | 惠心       |
| 至尊計狀元才         | 1990     | 譚詠麟、劉德華、陳百祥、李嘉欣、黃秋生 | 曾珍真     |
| 開心鬼救開心鬼       | 1990     | BEYOND、袁潔瑩、陳加玲、李麗珍         | 客串       |
| 豪門夜宴             | 1991     | 曾志偉、張學友                         | 茶樓點心妹 |
| 驚天12小時           | 1991     | 劉德華、譚詠麟                         | 阿玲       |
| 與龍共舞             | 1991     | 劉德華、張敏、葉德嫻、翁虹、張堅庭     | 漂漂       |
| 帶子洪郎             | 1991     | 莫少聰                                 |            |
| 草莽英雌             | 1992     | 鄭裕玲、鍾鎮濤、黃光亮、惠天賜、陳惠敏 |            |
| 蠍子戰士〔蠍子王〕   | 1992     | 錢嘉樂、劉家良、胡楓、盧大偉           | 小茹       |
| 現代應召女郎         | 1992     | 劉嘉玲、鄭伊健、許志安                 | 阮玲玉     |
| 情人知己             | 1993     | 梁朝偉、黃子華                         | 阿美       |
| 女兒當自強           | 1993     | 劉嘉玲、毛舜筠                         | May        |

### 電視劇
| 播映年份 | 製作     | 名稱                      | 合作演員             | 飾演角色 |
| -------- | -------- | ------------------------- | -------------------- | -------- |
| 1987年   | 香港電台 | 小說家族：我的燦爛-鍾玲玲 | 許素瑩、洪朝豐       | 盈盈     |
| 1989年   | 香港電台 | 人間有情：失樂園          | 林威、楊雪儀、張繼聰 | 光華妹妹 |

### 參與的MTV
- 張學友 《月半彎》（TVB MV）
- 譚詠麟 《霧之戀》、《誰可改變》（藝能製作攝製，授權寶麗金以卡拉OK鐳射影碟發行）
- 杜德偉 《現代愛情戀曲之攞命情人》（TVB 音樂短劇）

## 外部連結
- 羅美薇在互联网电影资料库（IMDb）上的資料（英文）
- 羅美薇在香港影庫上的簡介
- 羅美薇在时光网上的簡介（简体中文）
- 羅美薇在豆瓣上的资料（简体中文）